# قلب کناری
قلب‌های کناری (نام علمی: Lateral heart) که به‌عنوان شبه‌قلب یا رگ‌های هم‌پیوند نیز شناخته می‌شوند، رگ‌های خونی در دو طرف مجرای گوارشی برخی کرم‌های حلقوی هستند که خون را از رگ پشتی به رگ شکمی پمپ می‌کنند.
قلب‌های کناری Lumbricus terrestris در بندهای ۶–۱۱ بدن قرار دارند.